# Eupithecia adjemica
Eupithecia adjemica är en fjärilsart som beskrevs av Brandt 1941. Eupithecia adjemica ingår i släktet Eupithecia och familjen mätare. Inga underarter finns listade i Catalogue of Life.